# 런던 ACS 국제 학교
런던 ACS 국제 학교(ACS International Schools)는 영국 수도 런던의 12년제 초중고등학교이다. 1967년 영국 런던에서 첫 개교되어 현재에 이르고 있다.